# 神咲詩織
神咲 詩織（かみさき しおり、1990年8月25日 - ）は、元AV女優。京都府出身、大阪育ち。元ティーパワーズ所属。

## 経歴

### AV女優期
2011年3月、20歳の時にmillion専属でAVデビュー。デビューと同時に「ミリオンガールズ2011」のメンバーにも抜擢された。2012年には麻倉憂、藤井シェリーと共に「ミリオンガールズ2012」のメンバーにもなっている。AV女優になるまでの前職は歯科助手。
2012年2月11日、桜ここみ、成瀬心美、めぐり、Maikaによる5人組のユニット「me-me*（ミーム）」でデビューライブを行った。同年11月1日、成瀬心美・Maika・神咲詩織・桜ここみの4人で、me-me*のライブを9ヶ月ぶりに実施した。
スカパー!アダルト放送大賞では、2012年の作品賞と2013年の夕刊フジ賞に選ばれた。
2014年4月、millionからMOODYZにメーカー移籍。
2015年9月24日、恵比寿★マスカッツのメンバーになる（※2017年10月、恵比寿マスカッツ1.5 → 2018年8月、恵比寿マスカッツにグループ名変更）。
2016年3月20日、南青山Future SEVENでの単独ライブ「me-me* Love Night -愛の伝え方- vol.22 -The final-」を以て他3人のメンバー（Maika、佳苗るか、波多野結衣）と共にme-me*を卒業。
2017年6月、MOODYZからOPPAIにメーカー移籍。2017年6月、Japan Adult Expo 2017（2017年11月16・17日、ディファ有明）のイメージガールに就任。2018年2月、OPPAIからアイデアポケットにメーカー移籍。2018年8月には、アイデアポケットからアタッカーズにメーカー移籍。
2018年12月15日、品川ステラボールでのライブ「冬の卒業式〜言っとくけど私たちず〜っとマスカッツ好きだからなSP〜」を以て他5人のメンバー（湊莉久、古川いおり、夏目花実、田森美咲、スーブー）と共に恵比寿マスカッツを卒業。
2019年4月11日、自身のTwitterで2019年12月いっぱいを以てAV女優を引退することを発表。芸能活動は継続する。
2020年11月27日、クラブチッタ川崎で行われた「LADY MADONNA-拡大版-I saw her standing there～その時ハートは盗まれた～」で歌手としてライブステージを行った。2020年12月25日、プロレスラーである岩崎孝樹との結婚をSNSで発表。芸能活動は引き続き行う。2021年3月14日、岩崎孝樹と結婚。
2022年7月に妊娠を発表し、出産予定の12月をめどに事務所を退所。フリーランスとして新たな芸名で再出発する予定も明かした。
2022年7月25日、新たなTwitterアカウントを開設。アカウント名義は後に「こあらちゃん(仮)」とした。2022年9月13、14日に東京・原宿RUIDOで行われた「ミルジェネ10周年記念LIVE Sweet Memories」に歌手として出演。
2022年10月30日、神咲詩織としてのTwitter・Instagramアカウントの更新を終了（後に閉鎖）。翌31日に両SNSの新規アカウントへ移行。名義は「こあらちゃん」に正式決定した。
2023年1月19日、第一子（性別非公表）出産をInstagramで報告。
2023年2月1日、芸名を「こあらちゃん」に改めて、音楽を中心に芸能活動を再開。なお、『クリムゾン妖魔大戦/同X』での声優業は産前・産後休暇に伴い降板となった。但し既に録音・実装された分は引き続き使われるため声優表記は後任との併記になっている。同年8月3日、品川・GOTANDA G6で行われた「LADY MADONNA ANNEX」に歌手として出演。
2024年11月8日、第二子出産を報告。
2025年8月14日、東京・三軒茶屋のグレープフルーツムーンで行われる「ミルジェネ 月で逢いましょうVol.127 こあらちゃん」にアーティスト名「こあらちゃん」として出演する。

## 人物
- 京都府出生。三姉妹の次女である。1歳から3歳前まで埼玉県に在住。3歳から21歳まで大阪府堺で育った。家では、標準語。外では大阪弁を喋っていた。中高時代は生徒会長をしていて胸のサイズはEカップだった。
- 犬を3匹飼っており、名前は「ラム（2010年1月20日生）」と「てん（2012年12月30日生）」と「しのぶ」。実家にも他3匹がいる。犬種は「カニンヘンダックス」で全て雌である。小型犬が好き。名前の由来は、当時付き合っていた彼氏がうる星やつらが好きだったことから。
- 好きな動物は、子守熊（コアラ）。
- 付き合いに関しては事務所から厳しくされており、ツイキャスは事務所の意向で禁止されていたが、2017年4月に制約付き(2枠以内、飲酒禁止、単独、すっぴん禁止)で解禁となった。ラジオでも飲酒後は配信禁止である。
- 音楽大学出身であることから事務所主導でme-me*に誘われ、以後音楽活動を行うが、当初はポピュラー音楽を全く知らず、コード進行も門外漢であったため苦労した[10]。

## 作品

### アダルトビデオ
以下の作品がある。
2011年
- 超美神（3月11日、ミリオン）※デビュー作・Blu-ray版同時発売
「スカパー!アダルト放送大賞」作品賞受賞作品[27]
- 男を虜にするオッパイ♥（4月8日、ミリオン）
- ミリオン・ドリーム2011 もぅ!お義兄ちゃんのことなんか（怒!）…大好きだよ!!（笑）（5月13日、ミリオン）※Blu-ray版同時発売
- カワイイコスプレ（5月13日、ミリオン）
- もしも神咲詩織が僕の彼女だったら…（6月10日、ミリオン）
- 潜入捜査官 神咲詩織（7月8日、ミリオン）※Blu-ray版同時発売
- 神咲詩織 4時間 5本番（8月12日、ミリオン）※Blu-ray版同時発売
- 女子大生痴漢物語 神咲詩織（9月9日、ミリオン）※Blu-ray版同時発売
- 肉感溢れる本気のセックス 裸の女神 神咲詩織（10月14日、ミリオン）※Blu-ray版同時発売
- キャンパスで中出ししちゃお 中出し解禁!神咲詩織（11月11日、ミリオン）※Blu-ray版同時発売
- ミリオン・ドリーム 女子校生は怪盗シスターズ（12月9日、ミリオン）※Blu-ray版同時発売

2012年
- イカセ4時間スペシャル 神咲詩織（1月13日、ミリオン）※Blu-ray版同時発売
- 神咲詩織が奥さんになってあげる（2月10日、ミリオン）※Blu-ray版同時発売
- ピタコス☆カミシオ 4時間5本番 カワイイコスプレ2 神咲詩織（3月9日、ミリオン）※Blu-ray版同時発売
- おっぱい先生のしつけかた いいなり淫乱M教師の性活指導 神咲詩織（4月13日、ミリオン）※Blu-ray版同時発売
- 神咲詩織と成瀬心美のダブルドリーム（5月11日、ミリオン）※Blu-ray版同時発売
- 中出し10連発　神咲詩織（6月8日、ミリオン）※Blu-ray版同時発売
- もしも神咲詩織が温泉旅館の若女将だったら…（7月13日、ミリオン）※Blu-ray版同時発売
- ミリオン・ドリーム2012 新リーダーは、ぜ～ったい私なんだからっ（7月13日、ミリオン）※Blu-ray版同時発売
- 発情痴女（8月10日、ミリオン）※Blu-ray版同時発売
- イヤらしい敏感なカラダ（9月14日、ミリオン）※Blu-ray版同時発売
- カワイイコスプレ3 ピタコス☆カミシオ 4時間スペシャル（10月12日、ミリオン）※Blu-ray版同時発売
- 超美巨乳娘達による癒しの天使たち（10月26日、おかず。）※隊長役として出演
- イカセ4時間スペシャル 神咲詩織 2（11月9日、ミリオン）※Blu-ray版同時発売
- 神咲詩織 4時間 5本番 2（12月14日、ミリオン）
- KMPドリーム2012 エッチな商店街は大騒ぎ全員集合スペシャル（12月14日、ミリオン）※Blu-ray版同時発売

2013年
- 中出し10連発 2 潜入捜査官編（1月11日、ミリオン）
- 神咲詩織と人生最高のデートをしようよ（2月8日、ミリオン）
- ダブル☆ピタコス 4時間スペシャル（3月6日、ミリオン）
- 緊縛令嬢（4月11日、ミリオン）※Blu-ray版は2013年7月12日発売
- 極感の日焼けエステサロンへようこそ（5月10日、ミリオン）
- 黒人のデカマラが好きすぎて…（6月14日、ミリオン）
- 緊縛令嬢2（7月12日、ミリオン）
- 超美神 愛実れい（7月12日、ミリオン）※Blu-ray版同時発売
- 女捜査官が捕まって絶頂拷問（8月9日、ミリオン）
- 潜入捜査官 愛来ゆう（8月9日、ミリオン）
- 僕だけのマーメイド（9月13日、ミリオン）
- 神咲詩織と菅野さゆきのダブルドリーム（10月11日、ミリオン）
- 黒人集団中出し10連発（11月8日、ミリオン）※Blu-ray版同時発売
- 若妻催○調教 ～夫の目の前で犯○れる美人妻～（12月13日、ミリオン）

2014年
- 神咲詩織の宴会ホロ酔い大乱交（1月10日、ミリオン）
- 緊縛令嬢姉妹 神咲詩織 波多野結衣（2月14日、ミリオン）※Blu-ray版同時発売
- ブチ抜き!ザーメン100連発 神咲詩織（3月14日、ミリオン）※Blu-ray版同時発売
- 神咲詩織スーパーコレクション8時間 ～超絶可愛いカミシオ編～（3月14日、ミリオン）※個人ベスト、Blu-ray版同時発売
- 神咲詩織×MOODYZ（4月1日、MOODYZ）※Blu-ray版同時発売
- 神咲詩織スーパーコレクション8時間～カミシオイキまくり!ハードプレイ編～（4月11日、ミリオン）※個人ベスト、Blu-ray版同時発売
- Gcup超絶品ソープ嬢（5月1日、MOODYZ）
- 1日10回射精しても止まらないオーガズムSEX（6月1日、MOODYZ）※Blu-ray版同時発売
- またがり淫語お姉さん（7月1日、MOODYZ）
- 桃乳逆レイプナース（8月1日、MOODYZ）
- 女教師レイプ輪姦（9月1日、MOODYZ）
- ペロペロサイミン（10月1日、MOODYZ）
- 快感でおかしくなるまで続く痙攣性交と絶頂潮（11月1日、MOODYZ）
- ヴァージンコントロール 高嶺の花を摘むように（12月1日、MOODYZ）※Blu-ray版同時発売

2015年
- ドリームウーマンVol.97（1月1日、MOODYZ）
- 神咲詩織があなたのお嫁さん（2月1日、MOODYZ）
- 超絶品ヌルテカBODY悶絶オイルFUCK!!（3月1日、MOODYZ）
- 神咲詩織 専属初ファン感謝祭 素人男性19人ハメまくり大乱交ツアー（4月1日、MOODYZ）
- 巨乳お姉さんに抜かれっぱなし凄テク痴女デート（5月1日、MOODYZ）
- 絶対に声を出してはイケないデカチン撮影会（6月1日、MOODYZ）
- 今日、あなたの上司に犯されました。（7月1日、MOODYZ）
- 巨乳女教師の匂い立つ汗と愛液（8月1日、MOODYZ）
- はじめての神咲詩織BEST8時間（8月1日、MOODYZ）※単体ベスト
- 丸呑みバキュームフェラ（9月1日、MOODYZ）
- デラックス巨尻（10月1日、MOODYZ）
- 超高級Gcup爆乳メイド（11月1日、MOODYZ）
- 鬼畜ショタバスジャック（12月1日、MOODYZ）

2016年
- MOODYZ15周年記念作品【限定共演】クリムゾンドリーム（1月1日、MOODYZ）※Blu-ray版、限定ボックスセット同時発売
- 超絶品BODY ドリーム大乱交SPECIAL（2月1日、MOODYZ）※Blu-ray版同時発売
- 超快感風俗フルコース（3月1日、MOODYZ）
- 舌と唇で感じあう 濃密ベロキスづくし（4月1日、MOODYZ）
- 汁汗潮液唾涎ダダ漏れ性交（5月1日、MOODYZ）
- 決して他人に見せられない 下品な下品な私の性交（6月1日、MOODYZ）
- 凄いパイズリ、凄い挟射（7月1日、MOODYZ）
- 身動き取れない状況でイカされ続けた神咲詩織（8月1日、MOODYZ）
- 抜き挿しをジックリ見せつけるロングストローク痴女お姉さん（10月1日、MOODYZ）
- チン舐め狂い おしゃぶり痴女（11月1日、MOODYZ）
- 僕のお姉ちゃんが騎乗位プレスっ!!（12月13日、MOODYZ）

2017年
- はじめての真性中出し（1月7日、MOODYZ）
- 超快感極圧イラマチオ（2月13日、MOODYZ）
- 捜査官、快楽堕ち 体液まみれの絶頂拷問フルコース（3月13日、MOODYZ）
- 彼女のお姉ちゃんがこっそり僕を誘惑（4月19日、MOODYZ）
- BDSM 緊縛×拘束具×人体固定（5月13日、MOODYZ）
- おっぱい好きのおっぱい星人に贈る究極のおっぱいエロビデオ Gcup巨乳 移籍SPECIAL（6月25日、OPPAI）
- スペンス乳腺開発クリニックSpecial（8月1日、OPPAI）
- オッパイ揉みながら同時イキ（9月13日、OPPAI）
- 巨乳女教師の誘惑（10月7日、OPPAI）
- 寸止め淫語パイズリ 最後はもの凄い挟射（11月1日、OPPAI）
- 神咲詩織BEST12時間 Vol.2（11月13日、MOODYZ）※単体ベスト
- 隣人NTR 変態に狙われた巨乳団地妻（12月1日、OPPAI）

2018年
- 昼下がりの巨乳団地妻を旦那の留守中に寝取って孕ませてやった（1月1日、OPPAI）
- ビンカン乳首イジりっぱ痙攣性交 こねくりギュ～ンでビクビク同時イキ（2月7日、OPPAI）
- リピーター続出! 噂の本番できちゃうおっパブ店「神咲詩織」電撃入店!! 天然ぷるるんGカップ巨乳嬢と裏ハッスル連発!（2月13日、アイデアポケット）
- 超ぶっかけ!! 揺れまくりぷるるんおっぱい激突きFUCK（3月13日、アイデアポケット）
- 重巨乳圧迫杭打ち騎乗位 ゆっさゆっさデカパイ揺らす極上縦揺れ尻ピストン（4月7日、アイデアポケット）
- 神咲詩織8時間BEST（4月19日、OPPAI）※単体ベスト
- 突撃! 単体女優神咲詩織が噂の風俗店に体当たりガチ潜入リポート! ピンサロ! M性感! 洗体エステ! ハプニングバーとカラダとアソコを張りまくって潜入取材!!（5月1日、アイデアポケット）
- 口でするだけなら…浮気じゃないよね？ フェラチオNTR（6月1日、アイデアポケット）
- 集団中出しレ×プに遭った神咲詩織(本人)（7月1日、アイデアポケット）
- あなた、許して…。 無意識の願望（8月7日、アタッカーズ）
- 証券レディの湿ったパンスト（9月7日、アタッカーズ）
- あなたに愛されたくて。（10月7日、アタッカーズ）
- 服従の歯科助手（11月7日、アタッカーズ）
- 奴隷色のステージ42（12月7日、アタッカーズ）

2019年
- 復讐者（1月7日、アタッカーズ）
- プライド狩り（2月7日、アタッカーズ）
- 新奴隷捜査官 7（3月7日、アタッカーズ）
- モブ輪姦 淫獣たちの群れに犯された私　野球部編（4月7日、アタッカーズ）
- 団地妻レズ調教 媚肉の交姦（5月7日、アタッカーズ）
- Gカップ爆乳のエロ水着から漏れ出るフェロモンと密着体位で精を吸い尽くす淫語痴女（6月1日、Fitch）
- レズビアンに囚われた女潜入捜査官special 本気のレズで汗だく絶頂（6月7日、ビビアン）
- 妻の友人の乳首責めに我慢できず…暴発中出しエステサロン（6月7日、マドンナ）
- 友人の母 息子の友人に犯され、幾度もイカされてしまったんです…（6月13日、溜池ゴロー）
- 極美肉感ボディ 究極グラマー愛人と理性吹き飛ぶ中出し不倫性交 しおりさん（6月13日、E-BODY）
- 嫌がる妻を他の男に抱かせて中出しさせまくった4週間の記録（6月19日、エムズビデオグループ）
- 凄い射精へ誘うケツ穴見せつけド迫力デカ尻オイルエステ（6月25日、痴女ヘブン）
- 唾液を絡ませ自ら腰を振る。素顔丸出し一泊旅行。「おねだりが止まらない神乳美女の新痴態 」（6月25日、ダスッ!）
- Gカップ以上限定！挿入前に必ず暴発しちゃう早漏童貞くんが 可愛すぎて連続射精筆おろし体験！させちゃう巨乳シロウト娘4名をナンパ！発掘！AV撮影！（6月25日、ナンパJAPAN）
- 超絶倫弟にハメられまくる無防備な爆乳姉 童貞弟を誘惑したつもりが…まさかの逆転！（7月1日、Fitch）
- 神咲詩織の凄テクを我慢できれば生★中出しSEX!（7月1日、ワンズファクトリー）
- 新・世界一早漏男×神咲詩織の金玉がスッカラカンになるまで発射し続ける連続ぶっかけ&大量中出しSEX（7月19日、Rookie）
- すんごい乳首責めで中出しを誘う連続膣搾り痴女お姉さん（7月25日、本中）
- グラマラス巨乳の幼馴染が俺の親父に寝取られ種付けプレスされていた。（7月25日、ダスッ!）
- ピッチピチのビキニギャル限定！海の家ナンパ！ラブホにお持ち帰りして即日乱交パーティー！！（7月25日、ナンパJAPAN）
- 人気AV女優に密着盗撮モニタリング 神咲詩織が素人男子にマジ口説きされごっくん・中出しSEXした様子を隠し撮り プライベートはAVより野獣セックスだった一部始終（8月1日、変態紳士倶楽部）
- 冷酷監禁調教（8月7日、アタッカーズ）
- 夫婦で挑戦！夫が神咲詩織の凄テクを20分我慢できたら賞金！ 2回イカされちゃったら妻が寝取られ中出しSEX！！（8月13日、はじめ企画）
- 目指せ1000mm！第一回仲良しイラマチオ汁競争！ 女子大生に声をかけイラマチオ汁どこまで伸ばせるか対決！（8月13日、はじめ企画）
- 感度が10倍あがる拘束オプション付き快感追求型ハーレム逆3Pソープ（8月25日、痴女ヘブン）
- ある日、女体コントローラーを手に入れて巨尻姉ちゃんに杭打ち中出しさせまくった僕。 (8月25日、本中)
- 普段は地味な義姉だが…実はスタイル抜群で何度イっても収まらぬ性欲絶倫むっつりスケベだった!! (8月25日、マドンナ)
- 絶対領域ニーハイ制服女子に淫語責め脚コキされ連続射精しちゃった件 (9月1日、変態紳士倶楽部)
- AVを大音量で観ていたら隣家の美人妻がクレームを言いにきたのでフル勃起したデカチンを見せつけると欲情していたので 留守番してる旦那に奥さんの絶頂ボイスを聞かせてあげた件4 (9月1日、変態紳士倶楽部)
- 夫の目の前で犯されて― 官能の香り（9月7日、アタッカーズ）
- 激イキ絶頂潮噴射で理性がぶっ壊れ！ 20本のチ〇ポで無制限射精させまくり最後の中出し大乱交（11月25日、本中）[28]
- AV引退 神咲詩織FINAL 本気の中出しセックスをするための最後の旅に出ませんか？（12月13日、MOODYZ）

### アダルトVR
2019年
- ある日突然大金持ちになった僕は、大好きなあの子を専属メイドにして奴隷のように犯しまくった!（2月22日、アタッカーズ）
- 台風で停電したエレベーターに閉じ込められたびしょ濡れ人妻に興奮して犯しちゃった一部始終!! 濡れ透けた人妻の大胆なブラに大興奮! 密室でこんなエロい格好の人妻がいたら…そんな妄想が目の前に!（3月22日、アタッカーズ）
- エスパーになってクラスの女子を思いのままに操れるVR（6月7日、MOODYZ）
- MOODYZ HQ VR ペットVR 神咲詩織 ペットの距離でイチャイチャ舐め舐め（7月10日、MOODYZ）

### イメージビデオ
| 発売日   | タイトル                                        | 規格品番       | メーカー               | 備考               |
| 2012年   | 2012年                                          | 2012年         | 2012年                 | 2012年             |
| -------- | ----------------------------------------------- | -------------- | ---------------------- | ------------------ |
| 11月30日 | Real X                                          | SBVD-164       | グラッソ               |                    |
| 2014年   |                                                 |                |                        |                    |
| 7月29日  | エロキュート                                    | ECR-0069       | オルスタックソフト販売 |                    |
| 2016年   |                                                 |                |                        |                    |
| 8月26日  | ヘアーヌード ～巨乳Gカップ・超S級セクシー女優～ | BTHA-036 (DVD) | スパークビジョン       | Blu-ray版 同時発売 |
| 8月26日  | ヘアーヌード ～巨乳Gカップ・超S級セクシー女優～ | BTHA-036B (BD) | スパークビジョン       | Blu-ray版 同時発売 |
| 2017年   |                                                 |                |                        |                    |
| 11月25日 | 神咲詩織が好きすぎて神咲詩織が彼女になってた    | DGRP-028 (DVD) | GRAPHIS                | Blu-ray版 同時発売 |
| 11月25日 | 神咲詩織が好きすぎて神咲詩織が彼女になってた    | BGRP-028 (BD)  | GRAPHIS                | Blu-ray版 同時発売 |
| 2018年   |                                                 |                |                        |                    |
| 4月19日  | Shiori 麗しき裸の軌跡                           | REBD-304 (DVD) | REbecca                | Blu-ray版 同時発売 |
| 4月19日  | Shiori 麗しき裸の軌跡                           | REBDB-290 (BD) | REbecca                | Blu-ray版 同時発売 |
| 2019年   |                                                 |                |                        |                    |
| 3月15日  | Lover’s Day                                     | LD-001 (DVD)   | ファインピクチャーズ   | Blu-ray 同時発売   |
| 3月15日  | Lover’s Day                                     | LD-001B (BD)   | ファインピクチャーズ   | Blu-ray 同時発売   |
| 6月1日   | やりすぎっ                                      | MMND-169       | 未満                   |                    |

## 出版・その他

### 写真集
- G-BODY（2011年9月21日、双葉社、撮影：矢西誠二）ISBN 978-4575303568
- しおりの詩（2012年8月25日、彩文館出版、撮影：細井智燿）ISBN 978-4775605233
- ラブタビ×神咲詩織（2015年2月20日、双葉社、撮影：冨貴塚宏樹）ISBN 978-4-575-30827-3

### ポーズ集
- スーパー・ポーズブック ヌード・手と指の表情編（2012年10月19日、コスミック出版）ISBN 978-4774790886

### カレンダー
- 神咲詩織 2012年カレンダー（2011年10月12日、ハゴロモ）
- 神咲詩織 2013年カレンダー（2012年10月10日、ハゴロモ）
- 神咲詩織 2014年カレンダー（2013年10月2日、ハゴロモ） ISBN 978-4801205581

### トレーディングカード
- Kiss Special Limited VOL.3「デメテル」 麻倉憂、神咲詩織、RYU（2012年9月6日、サムライム）
- ジューシーハニー Vol.25 神咲詩織、波多野結衣、麻生希（2014年2月22日、ミント）
- CJ 神咲詩織オフィシャルカードコレクション ～Poem～（2015年7月11日、ジュートク）

### WEBグラビア
- GRAPHIS
- デジグラ

### インタビュー
- 【中2で胸はEカップ】神咲詩織が振り返る、性の目覚めの思い出とませた小娘だった時の初体験秘話を大告白！ 「初体験前日にお母さんに『明日エッチする』と相談してました！」【神咲詩織インタビュー第1回】(2015年9月6日、ＤＭＭ　ＮＥＷＳ．Ｒ１８)[29]
- 【喉奥が性感帯】「AVデビューするまで、イラマチオが普通のフェラチオだと思っていました！」という衝撃発言に勃起必至!! 【神咲詩織ロングインタビュー第2回】(2015年9月13日、ＤＭＭ　ＮＥＷＳ．Ｒ１８)[30]
- 【哀れんだ眼で見つめて欲しい】緊縛、言葉責め、なんと首絞めプレイまで！ アブノーマルすぎるほどのドM女優・神咲詩織の本性があきらかに!! 【神咲詩織ロングインタビュー第3回】(2015年9月20日、ＤＭＭ　ＮＥＷＳ．Ｒ１８)[31]
- 【もはやザーメンソムリエ】「精子って昆布茶みたいな味ですよね？ 人によって苦味、酸味もあって、本当にダシみたいな感じ（笑）」【神咲詩織ロングインタビュー最終回】(2015年9月27日、ＤＭＭ　ＮＥＷＳ．Ｒ１８)[32]
- 「AV女優に、AVじゃない話を聞いてみましょう」シリーズ(勝手に付けました笑)記念すべき第1弾！ かみしおが語る「クラシックのトホホなエロ話」Part.1(2015年9月28日、東スポ裏通りＷＥＢ)[33]
- 「AV女優に、AVじゃない話を聞いてみましょう」シリーズ(勝手に付けました笑)記念すべき第1弾！ かみしおが語る「クラシックのトホホなエロ話」Part.2(2015年9月29日、東スポ裏通りＷＥＢ)[34]
- 「AV女優に、AVじゃない話を聞いてみましょう」シリーズ(勝手に付けました笑)記念すべき第1弾！ かみしおが語る「クラシックのトホホなエロ話」Part.3(2015年9月30日、東スポ裏通りＷＥＢ)[35]
- かみしぉ、OPPAI専属記念におっぱい愛を語り尽くす！「撮影方法が全然違うんです！熱い！」「巨乳女優として認められた！」嬉しくて感動！【AV見ててもおっぱいシーンでムラムラしちゃう神咲詩織インタビュー前編】(2017年7月14日、ＤＭＭ　ＮＥＷＳ．Ｒ１８)[36]
- スペンス乳腺でイキまくる神咲詩織！半信半疑だったのに「おっぱいに●●があるみたい！」絶頂しまくった撮影秘話！▼マスカッツ裏話！プライベートで一緒にカラオケによく行くのは…あの子！【OPPAI移籍記念インタビュー後編】(2017年7月16日、ＤＭＭ　ＮＥＷＳ．Ｒ１８)[37]

## メディア出演

### テレビ
地上波
- ビ〜チ9（2011年5月・2011年7月 - 2012年3月・2012年5月・2012年7月・2013年5月、 テレビ埼玉）※2013年5月は立花さやとマンスリーゲスト、それ以外はアシスタントとして出演
- ゴッドタン（2012年5月12日、テレビ東京）※「上品芸人ハメ外しクラブ」に桜ここみ、加護芽衣と出演
- そこウサ（2012年6月・2012年7月、千葉テレビ・TOKYO MX）
- おとなの子守唄（2012年7月、サンテレビ）※「コスプレでAVか〜」のコーナーにマンスリー出演
- 推理対戦バラエティ DARE？ 限界ギリギリ💛セクシー新春SP（2015年1月4日、関西テレビ）※白石茉莉奈、上原亜衣と出演

BS・CS放送
- 桃のささやき #22（2011年4月27日初回放送、MONDO TV）
- 徳井義実のチャックおろさせて〜や（2013年3月16日・2013年7月20日、BSスカパー!）※2013年3月16日はVTR出演、2013年7月20日はスタジオ生出演
- 女優おんせん #77・#78 新奈川温泉 鳥屋沢（2014年4月、エンタメ〜テレ）
- パチパチ高尾女学園（2014年4月 - 2016年4月、パチ・スロ サイトセブンTV 他）※me-me*での出演
- せんべろ女とホルモンおやじ #13 西に環七、北に柴又!江戸川区の下町代表・小岩編（2014年5月23日、フジテレビONE）※天海つばさ、本田莉子と出演
- 魚拓と成瀬のツキとスッポンぽん（パチ・スロ サイトセブンTV）
  - #11・#12 「アナザーゴッドハーデス 〜奪われたZEUS Ver.〜」（2014年11月16日・23日）
  - #132・#133 「パチスロ 弱虫ペダル」（2017年3月12日・19日）
  - #239・#240 「パチスロ機種フリー対決」（2019年3月31日・4月7日）
- チャンネル生回転TV Midnightザップ!（2015年1月5日・2015年5月13日、BSスカパー!）※2015年5月13日はめぐりと2人で出演
- 誘女、派遣します【episode13】【episode14】（2016年8月26日・2016年9月23日、V☆パラダイス）
- 湊、今からだべるってよ （エンタ!959）
  - #15（2017年7月16日）※市川まさみと出演（2017年7月2日公開収録）
  - #20（2017年12月17日）・#21（2018年1月17日）※古川いおり、市川まさみと出演
- 木村魚拓の窓際の向こうに #229（2017年10月22日、パチンコ★パチスロTV!）
- はなみなと （エンタ!959）
  - #3（2018年7月18日）・#4（2018年8月19日）※川上奈々美、吉澤友貴と出演

- きじーとむぎちゃ（2020年7月5日 ‐ 9月1日、エンタ!959）

### インターネット放送
- もう!バカリズムさんのドH!（2014年、NOTTV）
  - エッチなおしりの描き方を学ぼう!（9月29日）[38] ※吉川あいみと出演
  - セクシー女優エピソード0 あやみ旬果（12月29日）※me-me*として歌ゲストでの出演
- 禁断ガール（2015年5月23日・2015年11月21日・28日、NOTTV）※2015年11月21日は生放送
- フジモンが芸能界から干される前にダイアンと和牛がやりたい10のこと#38（2017年6月21日、AbemaTV）
- ピタットTV 水曜日2部（2017年12月6日、占いTV）
- 神咲詩織の神対応塩対応 ＜T-CHANNEL＞ （2017年1月- 、ニコニコ生放送T-CHANNEL）※月1、2回の不定期放送
- トイズハートプレゼンツ「ハートの部屋（仮）」（2018年2月21日、ニコニコ生放送）＊第23回ゲスト[39][40]

### Web動画
- 東京観光ガール／六本木
- 神咲詩織に聞いてみた　【一問一答】（2016年4月13日公開、ティーパワーズ株式会社）
- 大人のパチスロ講座 #1（2018年1月13日公開、チャンネルFunTV）※ひばり愛野店にて2017年12月23日収録
- 東京パロパロ（2018年2月7日公開分より加入）※現在は公開終了
- 東京パロパロNEXT（2018年11月28日より公開開始）
- トイズハートプレゼンツ「パリッコの飲み行く！？」（2018年2月25日、YouTube トイズハートチャンネル）＊第５回ゲスト[41][42][43]
- 全力実践アプロ！ #4（2018年5月16日公開、チャンネルFunTV）※アプロ塩尻北インター店、アプロ1111にて2018年3月25日収録
- トイズハートプレゼンツ「とりあえずナマで！」（2018年8月12日、YouTube トイズハートチャンネル）＊第４回ゲスト[44][45][46]
- トイズハートプレゼンツ「ハートの部屋」（2019年4月12日、ニコニコ生放送）＊第55回ゲスト、川上奈々美と共演[47][48]

### ラジオ
- 成瀬心美のもうすぐオトナ時間（2013年1月21日・28日、TBSラジオ）
- アンタッチャブル柴田と神咲詩織のいい加減、オトナになれよっ!（2013年4月1日 - 6月24日、TBSラジオ）
- 真夜中の音じゃらし（2019年11月24日・12月1日、ラジオ関西）※大和姫呂未と出演

### Vシネマ
- セクシャルダイナマイトヒロイン04 マジカルセーラーナイト サファイア（2015年1月23日、監督：東村宗介、ZENピクチャーズ）
- 嘆きの天使 ナースの泪（2015年10月2日、監督：城定秀夫、クロックワークス） ※R-15
- 箱女 見られる人妻（2016年12月2日、監督・脚本：城定秀夫、ブリーズ）※R-15
- 新・夜王誕生 女の金と魂をしゃぶり尽くす犬ども（2017年7月5日、監督：山内大輔、シネマファスト） ※R-15

### 映画
- ドＭ卒業 さよなら、ご主人様（2015年6月12日公開、監督：小山悟、OP PICTURES）※R-18 ‐ 森口歩美 役
- 果てなき欲望 監禁シェアハウス（2015年9月11日公開、監督：小山悟、OP PICTURES）※R-18 ‐ 北原佐奈 役
- 大阪お天気娘 半熟美尻コテ返し！（2017年3月10日公開、監督：加藤義一、OP PICTURES）※R-18 ‐ 天満南 役
- 悶絶上映 銀幕の巨乳（2017年9月29日公開、監督：加藤義一、OP PICTURES）※R-18 ‐ 佐良ひとみ 役[49]
- だまされてペロペロ わかれて貰います（2018年3月16日公開、監督：池島ゆたか、OP PICTURES）※R-18 ‐ 紅 役
- 濡れ絵筆 家庭教師と息子の嫁（2019年9月27日、監督：加藤義一、OP PICTURES）※R-18 - 前川陽子 役[50]
- オトナのしおり とじて、ひらいて（2020年、オーピー映画） ‐ 叶章子 役[51]
- エンボク（2020年7月3日、鈴木浩介監督）マリエ役
- 誘惑妻物語　濡れた人差し指（2021年1月29日、オーピー映画）吉本恵子役

### MV（ミュージックビデオ）
- DADARAY『少しでいいから殴らせて』（2017年10月23日公開、監督：柿本ケンサク、アルバム『DADASTATION』収録曲）[52]

### ゲーム
- クリムゾン妖魔大戦/同X（2022年、EXNOA）鈴峰彩花・真土那怜子 役　※声の出演[53]（出産に伴う産休により降板）

### パチンコ
- CRジューシーハニー（2014年12月、サンセイアールアンドディ）
- PジューシーハニーH（ハーレム）（2023年5月、サンセイアールアンドディ）

## 自作のオリジナル曲
※（　）内は完成時期
※作詞・作曲：神咲詩織
- 裸族～for lovers～（2014年9月）
- 身のほど知らZoo（2015年3月）
- 闇夜のきらり達（2017年1月）
- 初恋のズレ（2017年5月） 神咲詩織＆古川いおり
- レインボーの軌跡（2017年8月）
- 我等神DEATH（2017年11月） 神咲詩織 with こんせいそん
- うちの大型犬。（2018年4月）
- INOCHIの色（2019年3月）
- いつかあの場所で（2019年5月）
- SEK"AI"（2019年10月）
- 闇夜のきらり達（2021年5月23日）[54]